# Jan Bosselaar

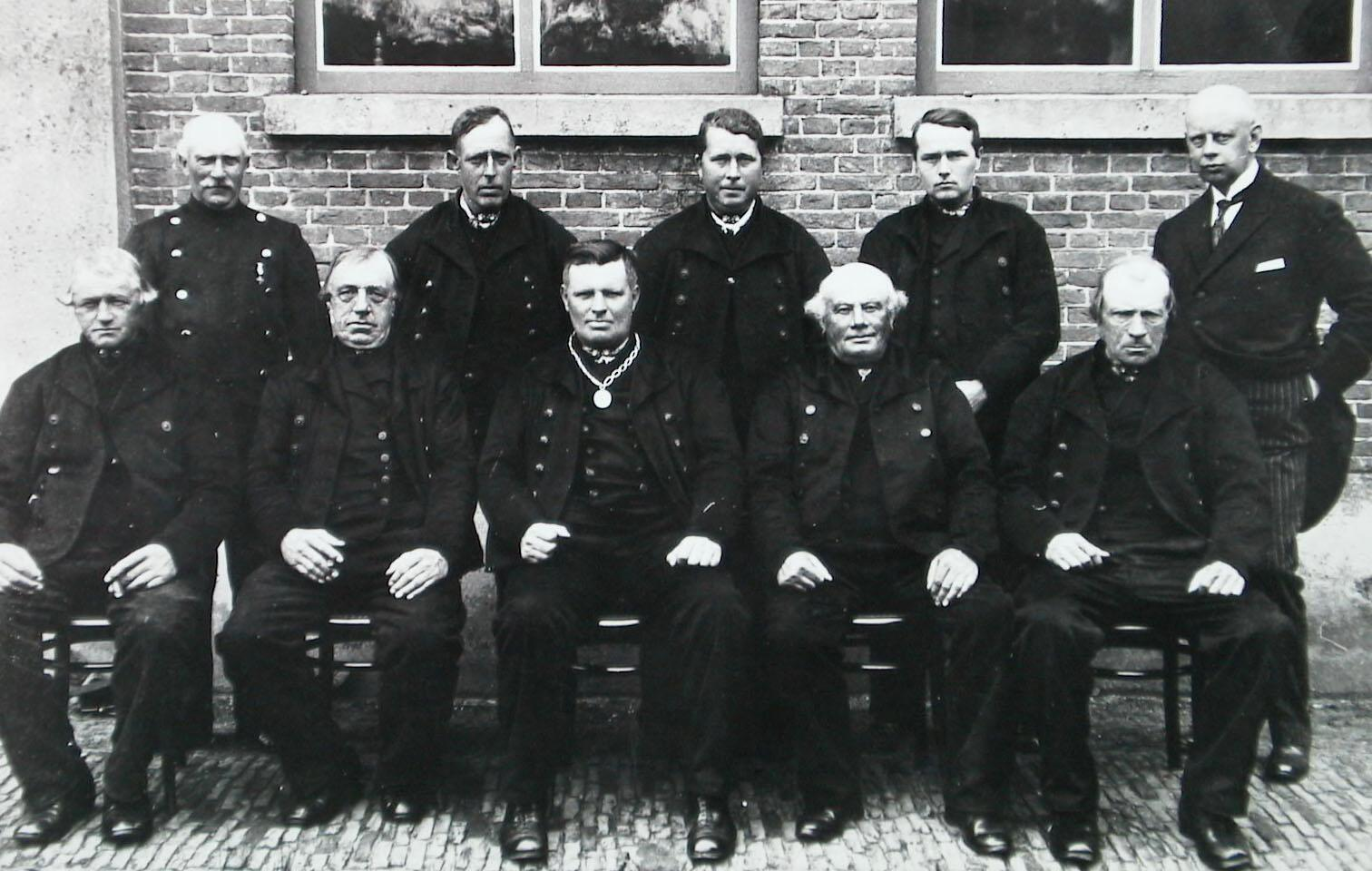
Burgemeester J. Bosselaar (midden vooraan) na zijn installatie als burgemeester van Aagtekerke (1926)

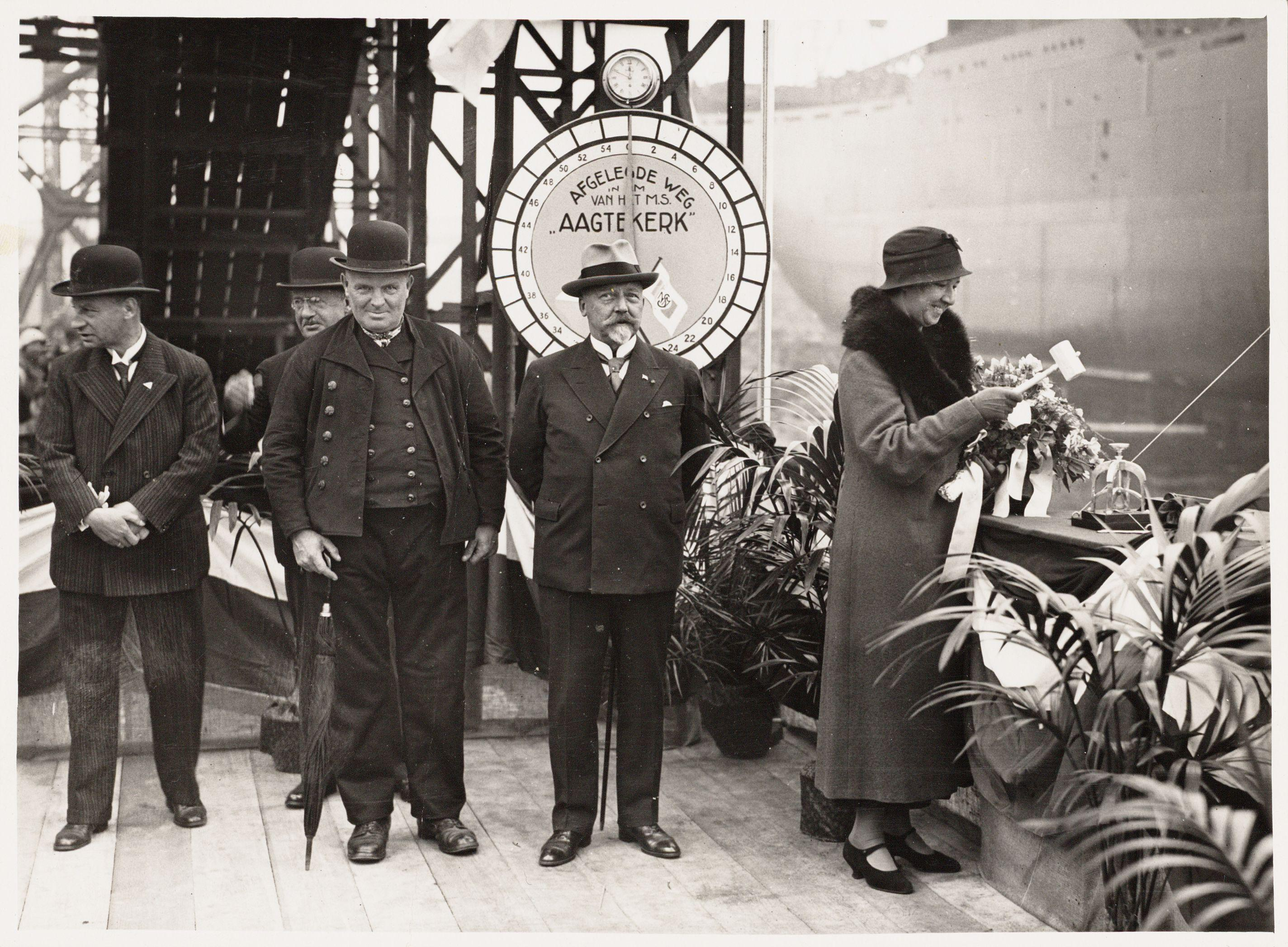
Burgemeester J. Bosselaar bij de doop van vrachtpassagiersschip ms. Aagtekerk in Zeeuws kostuum. Naast hem de heer Willem de Vlugt, burgemeester van Amsterdam (1933)

Jan Bosselaar (Aagtekerke, 9 april 1888 – Mariekerke, 23 februari 1970) was een Nederlands politicus van de ARP.
Hij werd geboren als zoon van Simon Bosselaar (1865-1938) en Pietronella van der Meule (1865-1916). Zijn vader was landbouwer maar is ook wethouder van Aagtekerke geweest. Zelf werd hij daar midden 1926 benoemd tot burgemeester. In mei 1953 ging hij formeel met pensioen maar hij zou nog bijna een jaar aanblijven als waarnemend burgemeester van Aagtekerke. 
Bosselaar overleden in 1970 op 81-jarige leeftijd.